# Гончаров, Семён Иванович (учёный)
Семён Иванович Гончаров (1929—1992) — советский деятель науки, профессор, ректор Новочеркасского политехнического института (НПИ) с 1977 по 1981 годы.

## Биография
Родился 20 января 1929 года в простой крестьянской семье из сальских степей — села Хлеборобное Ростовской области.
Окончив сельскую школу в 1946 году, поступил в Ростовский авиационный техникум и, получив диплом с отличием, поступил на механический факультет Новочеркасского политехнического института. В 1955 году он с отличием оканчил НПИ по специальности «Технология машиностроения» и по направлению стал ассистентом на кафедре «Машины и аппараты химических производств».
Во второй половине 1950-х годов судьба сводит молодого инженера-механика С. И. Гончарова с профессором К. П. Азаровым — учёным-эмалировщиком с мировым именем. С этих пор научные интересы Семена Ивановича неизменно лежали в плоскости теории механизмов и машин, автоматических линий, роботов-манипуляторов. Результатом его научных исследований явились защиты кандидатской диссертации в 1963 году и докторской в 1971 году. При его непосредственном участии и под его руководством были разработаны десятки машин-автоматов и автоматических линий, большое количество приборов технологического контроля для эмалировочного производства. Две разработки были внедрены в серийное производство. Им было опубликовано более 130 печатных работ, получено 80 авторских свидетельств на изобретения.
С. И. Гончаров прошел все должностные ступени высшего учебного заведения: от ассистента (1955) до заведующего кафедрой (1968), проректора НПИ по учебной работе (1973) и ректора Новочеркасского политехнического института (1977—1981).
В 1981 году он возглавил ОКТБ «Орион» при НПИ, где начал развивать новые перспективные научные направления по разработке роботов-манипуляторов с адаптивным приводом и механизации производства химических источников тока.
Гончаров являлся членом двух Специализированных советов по защите диссертаций, членом секции Госкомитета по науке и технике при Совете Министров СССР. Несмотря на свою занятость, принимал участие в общественной жизни института и города. Он неоднократно избирался депутатом городского Совета, а также в партийные органы разного уровня.

## Интересные факты
Говоря о Гончарове как об известном учёном и руководителе, нельзя не упомянуть две его страсти: оперное пение и охота.
- Семен Иванович обладал прекрасным тенором и пел заглавные партии в оперных спектаклях в Народном театре оперы и балета НПИ, художественным руководителем которого он был с 1970 года. В 1957 году Семен Иванович стал лауреатом Всесоюзного конкурса вокалистов, а в 1972 году — лауреатом Всесоюзного фестиваля народного творчества. Его неоднократно приглашали на профессиональную сцену.
- С карабином на плече он исколесил всю Россию — дикие козлы Кавказа, лоси и кабаны Средней полосы, медведи Камчатки — таковы охотничьи трофеи Семена Ивановича. Этому хобби он отдавал все свободное время.

## Награды
- За свою славную трудовую деятельность С. И. Гончаров награждён орденом «Знак Почета», многими медалями и грамотами.